# برکینریج سنتر، کنتاکی
برکینریج سنتر (به انگلیسی: Breckinridge Center) یک منطقهٔ مسکونی در ایالات متحده آمریکا است که در شهرستان یونیون، کنتاکی واقع شده‌است. برکینریج سنتر ۱۴٫۵ کیلومتر مربع مساحت و ۱٬۸۷۴ نفر جمعیت دارد و ۱۳۲ متر بالاتر از سطح دریا واقع شده‌است.